# Manfred Morari
Manfred Morari (Graz, 13 de maio de 1951) é um engenheiro austríaco.
É professor do Instituto Federal de Tecnologia de Zurique. Obteve o doutorado em engenharia química na Universidade de Minnesota em 1977. Trabalhou na Universidade do Wisconsin-Madison de 1977 a 1983 e no Instituto de Tecnologia da Califórnia de 1983 a 1991. Suas áreas de pesquisa incluem controle de modelo preditivo, controle de sistemas híbridos, modelo interno e controle robusto.
Recebeu em 2005 o Prêmio Sistemas de Controle IEEE e em 2011 o Prêmio Richard E. Bellman.